# Аглавра (дочь Кекропса)
Аглавра (др.-греч. Ἄγλαυρος) или Агравла (Ἄγραυλος) — персонаж древнегреческой мифологии. С ней связаны несколько противоречащих один другому мифологических сюжетов.
Изначально культ Аглавры был тесно связан с таковым Афины, а её воспринимали в качестве одной из ипостасей богини мудрости и покровительницы Афин. Впоследствии культ Аглавры приобрёл самостоятельность и выделился из такового Афины. С Аглаврой была связана легенда о её самопожертвовании, которое прекратило войну. В святилище Аглавры на Акрополе юноши эфебы, вступавшие во взрослую жизнь и получавшие права гражданина, приносили клятву на верность отечеству. Впоследствии литературная обработка мифа полностью видоизменила первоначальный образ, превратив Аглавру в любопытную и завистливую принцессу из царского дома Кекропса.

## Мифы
Аглавра была дочерью первого царя Аттики Кекропса и Аглавры. У неё было две сестры Пандроса и Герса, а также брат Эрисихтон.
Согласно мифу, описанному у Псевдо-Аполлодора, Павсания и в Суде, у Аглавры от Ареса родилась Алкиппа. Её попытался обесчестить или обесчестил сын Посейдона Галиррофий, за что был убит Аресом. С мифологическим событием связано одно из преданий об учреждении ареопага.

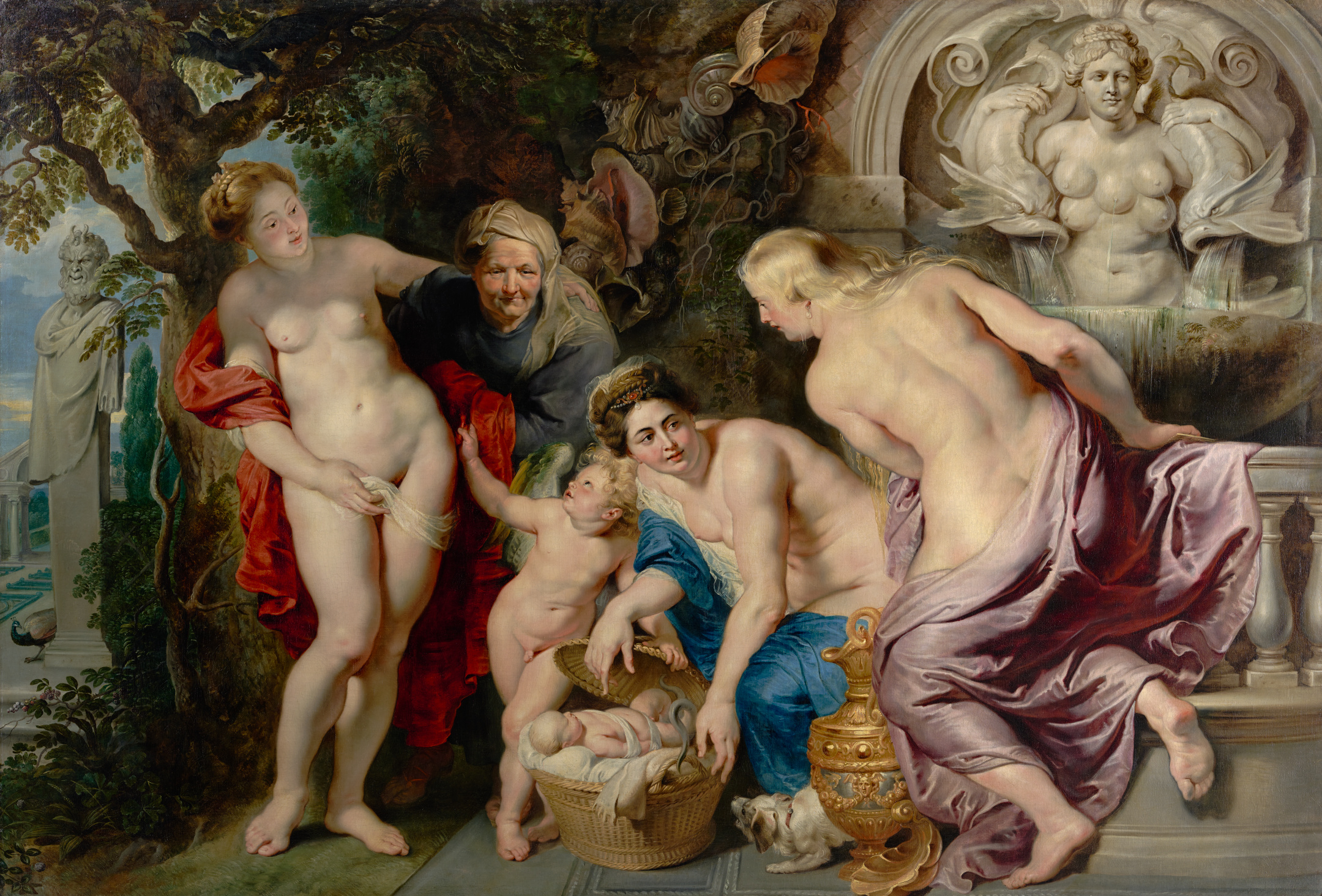
«Открытие ребёнка Эрихтония». П. П. Рубенс, около 1615 года. Дворец Лихтенштейнов на Фюрстенгассе, Вена, Австрия

С дочерьми Кекропса связан миф о детстве легендарного афинского царя Эрихтония. Мальчик родился при следующих обстоятельствах. Афина пришла к богу кузнечного мастерства Гефесту, чтобы изготовить оружие. Гефест, отвергнутый до этого Афродитой, захотел обесчестить Афину. Та, будучи целомудренной, отвергла похотливого бога, который пролил семя на ногу богине. Афина вытерла ногу шерстью и бросила лоскут на землю. От этого брошенного в землю семени и родился Эрихтоний, став таким образом сыном богини земли Геи и Гефеста.
Афина, чувствовавшая свою причастность к рождению Эрихтония, положила младенца в ящик и передала либо одной из дочерей Кекропса Пандросе, либо всем трём сёстрам, строго-настрого запретив открывать ларец. Движимые любопытством Герса с Аглаврой без или вместе с Пандросой открыли ящик. Они увидели в нём, по разным версиям мифа, либо дитя обвитое змеями, либо наполовину ребёнка, наполовину змею. По одной версии змеи тут же убили любопытных сестёр, по другой — Аглавра с Герсой были лишены Афиной рассудка и бросились с Акрополя в пропасть.
По другой версии мифа, описанной в «Метаморфозах» Овидия, в сестру Аглавры Герсу, когда та возвращалась домой после панафиней, влюбился Гермес. Ночью он пришёл в дом где жили сёстры-кекропиды. Там его встретила Аглавра, чья комната находилась рядом с комнатой Герсы. Гермес попросил Аглавру не мешать, пообещав, что будет верным её сестре. Сначала Аглавра запросила плату за свою услугу, на что Гермес согласился. В это время Афина, узнав о происходящем, попросила богиню Зависти отравить Аглавру своим ядом, что та и сделала. Мучимая осознанием возможного счастья сестры, она села на пороге комнаты Герсы и заявила, что не сдвинется с места. Гермес со словами «Согласимся на это условье» превратил её в камень. В полной противоположности этому мифу, Аглавру почитали в качестве матери Керика от Гермеса представители знатного афинского рода Кериков, возводящие свой род к этим мифологическим персонажам.
Существует ещё рассказ, будто оракул Аполлона возвестил, что окончится продолжительная война, если кто-либо добровольно принесёт себя в жертву; Аглавра решилась на этот подвиг.

## Культ
Афиняне воспринимали Аглавру в первую очередь, как героиню-девственницу, чьё самопожертвование спасло город. Данная легенда напоминает таковую о дочерях Эрехтея. В Афинах святилище Аглавры располагалось в северной части Акрополя. В нём юноши эфебы, получавшие щит и копьё, приносили присягу на верность отечеству. Аглаврой афиняне могли клясться и в быту. Также имя Аглавры носил один из аттических демов.
Возможно, Аглавра, Пандроса и Герса изначально были аттическими харитами, богинями веселья и радости жизни, олицетворением изящества и привлекательности. Культ Аглавры был тесно связан с культом Афины, как древней богини пахотной земли. Один из эпитетов Афины «Аглавра» свидетельствует о том, что аттическая Аглавра вначале воспринималась в качестве одной из ипостасей Афины. Впоследствии её культ выделился из такового Афины Паллады, приобрёл самостоятельность. Литературная обработка мифа в поздних источниках полностью видоизменила образ первоначальной богини борозды на пахотной земле Аглавры.
С Аглаврой был связан ежегодный афинский праздник плинтерии.
Кроме Афин культ Аглавры существовал на кипрском Саламине.

## В искусстве
В античном изобразительном искусстве мифы об Аглавре и её сёстрах нашли отображение на скульптурных композициях украшающих Тесейон и Парфенон, а также в вазописи. К мифам о Герсе обращались художники Нового времени. Картины с соответствующими сюжетами создали, в частности, П. П. Рубенс и Никола Пуссен.